# Luis Gianneo
Luis Gianneo (* 9. Januar 1897 in Buenos Aires; † 15. August 1968 ebenda) war ein argentinischer Komponist italienischer Abstammung.
Gianneo war Klavierschüler von Luigi Romaniello und Ernesto Drangosch und studierte Komposition bei Constantino Gaito und Eduardo Fornarini. 1921 heiratete er die Sängerin und Pianistin Josefina Ghidoni und übersiedelte 1923 nach San Miguel de Tucumán. Dort wirkte er in den folgenden zwanzig Jahren als Lehrer, Pianist und Dirigent. Er gründete und leitete die Tucumán Asociación Sinfónica, mit der er die Werke zeitgenössischer Komponisten wie Igor Strawinski, Claude Debussy und Ottorino Respighi aufführte.
1932 trat er der Grupo Renovación bei, die 1929 von Juan José und José María Castro, Jacobo Ficher und Juan Carlos Paz gegründet worden war. Es entstanden erfolgreiche Werke wie El Tarco en Flor, Pampeanas und Turay-Turay. 1938 unternahm er eine Europareise, die ihn nach Italien, Frankreich, Belgien, Deutschland und in die Schweiz führte. Er nahm am Internationalen Musikkongress in Florenz teil und führte in Turin seine sinfonische Dichtung Turay-Turay auf. In Paris entstanden die Cinco pequeñas piezas, die Erste Sinfonie und die Concertino-Serenata. 1939 kehrte Gianneo nach Argentinien zurück. 1944 wurde sein Concierto Aymara für Violine und Orchester uraufgeführt.
1945 gründete er das Jugendorchester von Radio El Mundo und 1954 das Jugendsinfonieorchester von Radio Nacional. Er wurde Direktor des Nationalkonservatoriums sowie Mitglied der Kulturkommission und der Akademie der schönen Künste. Es entstanden die Variaciones sobre un tema de tango, die Klaviersonate No. 3, die Sinfonie Antífona, die Kantate Angor Dei und die Obertura del Sesquicentenario.
Daneben wirkte er in dieser Zeit als Lehrer. Zu seinen Schülern zählten Rodolfo Arizaga, Virtú Maragno, Juan Carlos Zorzi, der Dirigent Pedro Ignacio Calderón und der Pianist und Komponist Ariel Ramírez. 1949 gewann ihn Alberto Ginastera als Professor für Harmonielehre, Instrumentation und Komposition am Konservatorium von La Plata. 1955 wurde er Inspektor des Nationalkonservatoriums, 1965 Präsident der argentinischen Gesellschaft für Musikerziehung.
Das Konservatorium von Mar del Plata wurde nach ihm benannt.

## Werke
- Suite, 1933
- El Tarco en Flor
- Pampeanas
- Turay-Turay
- Obertura para una Comedia Infantil, 1937
- Sonatina, 1938
- Cinco pequeñas piezas, 1938
- Concertino-Serenata, 1938
- Klaviersonate Nr. 2, 1943
- Concierto Aymara für Violine und Orchester, 1944
- Improvisación, 1948
- Variaciones sobre un tema de tango
- Klaviersonate Nr. 3, 1957
- Seis Bagatelas, 1957–59
- Antífona, Sinfonie
- Angor Dei, Kantate
- Poema de la Saeta
- Obertura del Sesquicentenario